# Larrousse LH93
Larrousse LH93 – samochód Formuły 1, zaprojektowany przez Robina Herda, Michela Tétu i Tino Belliego, skonstruowany przez Larrousse'a na sezon 1993. Pierwszy samochód Formuły 1 pod nazwą Larrousse.
Larrousse miał nadzieję na podpisanie umowy z Peugeot Sport w 1994 roku. W tym celu zespół zdołał nakłonić protegowanego Peugeota, 39-letniego Philippe'a Alliota, do powrotu do Formuły 1. Drugim kierowcą został Érik Comas, który przyszedł z Ligiera.
LH93 był napędzany przez jednostki Lamborghini 3512 o mocy 700 KM. Okazały się one powolne, ale mimo to Alliot zdobył piąte miejsce podczas deszczowego Grand Prix San Marino. Comas zdobył jeszcze jeden punkt za szóstą pozycję w Grand Prix Włoch. Na dwa ostatnie Grand Prix sezonu dzięki wsparciu sponsorskiemu Alliota zastąpił Toshio Suzuki.
Larrousse zajął dziesiąte miejsce w klasyfikacji konstruktorów w sezonie 1993. Silniki Peugeot w roku 1994 otrzymał McLaren, a Larrousse był zmuszony zastosować w LH94 standardowe jednostki Forda.

## Wyniki w Formule 1
| Legenda oznaczeń w tabelach wyników Wyświetl szablon na nowej stronie | Legenda oznaczeń w tabelach wyników Wyświetl szablon na nowej stronie                                                                     |
| Oznaczenie                                                            | Wyjaśnienie |
| --------------------------------------------------------------------- | --- |
| Złoty                                                                 | Zwycięzca lub mistrzostwo |
| Srebrny                                                               | 2. miejsce lub wicemistrzostwo |
| Brązowy                                                               | 3. miejsce lub II wicemistrzostwo |
| Zielony                                                               | Ukończył, punktował (w klasyfikacji generalnej, gdy zdobył co najmniej jeden punkt na przestrzeni sezonu, poza trzema powyższymi opcjami) |
| Niebieski                                                             | Ukończył, nie punktował (w klasyfikacji generalnej, gdy nie zdobył co najmniej jednego punktu na przestrzeni sezonu)                      |
| Czerwony                                                              | Nie zakwalifikował się (NZ) |
| Czerwony                                                              | Nie prekwalifikował się (NPK) |
| Różowy                                                                | Nie ukończył (NU) |
| Różowy                                                                | Niesklasyfikowany (NS) (w klasyfikacji generalnej, gdy nie został sklasyfikowany w żadnym wyścigu sezonu)                                 |
| Czarny                                                                | Zdyskwalifikowany (DK) |
| Czarny                                                                | Wykluczony (WYK/EX) |
| Biały                                                                 | Nie wystartował (NW) |
| Biały                                                                 | Kontuzjowany (K/INJ) |
| Biały                                                                 | Wyścig odwołany (OD/C) |
| Bez koloru                                                            | Został wycofany (WYC/WD) |
| Bez koloru                                                            | Nie przybył (NP/DNA) |
| Bez koloru                                                            | Nie brał udziału w treningach (NT/DNP) |
| Bez koloru                                                            | Nie został zgłoszony (–) |
| Pogrubienie                                                           | Start z pole position |
| Kursywa                                                               | Najszybsze okrążenie wyścigu |
| †                                                                     | Nie ukończył, ale jego rezultat został zaliczony ze względu na przejechanie więcej niż 90% dystansu wyścigu.                              |
| *                                                                     | Sezon w trakcie |
| 1/2/3                                                                 | Punktowana pozycja w sprincie kwalifikacyjnym                                                                                             |
| Lista systemów punktacji Formuły 1                                    | |

| Sezon | Zespół       | Silnik      | Kierowcy        | Wyniki w poszczególnych eliminacjach | Wyniki w poszczególnych eliminacjach | Wyniki w poszczególnych eliminacjach | Wyniki w poszczególnych eliminacjach | Wyniki w poszczególnych eliminacjach | Wyniki w poszczególnych eliminacjach | Wyniki w poszczególnych eliminacjach | Wyniki w poszczególnych eliminacjach | Wyniki w poszczególnych eliminacjach | Wyniki w poszczególnych eliminacjach | Wyniki w poszczególnych eliminacjach | Wyniki w poszczególnych eliminacjach | Wyniki w poszczególnych eliminacjach | Wyniki w poszczególnych eliminacjach | Wyniki w poszczególnych eliminacjach | Wyniki w poszczególnych eliminacjach | Wyniki kierowców | Wyniki kierowców | Wyniki konstruktora | Wyniki konstruktora |
| 1993  |              |             |                 |                                      | Brazylia                             | Unia Europejska                      | San Marino                           | Hiszpania                            | Monako                               | Kanada                               | Francja                              | Wielka Brytania                      | Niemcy                               | Węgry                                | Belgia                               | Włochy                               | Portugalia                           | Japonia                              | Australia                            | Pkt.             | Msc.             | Pkt.                | Msc.                |
| ----- | ------------ | ----------- | --------------- | ------------------------------------ | ------------------------------------ | ------------------------------------ | ------------------------------------ | ------------------------------------ | ------------------------------------ | ------------------------------------ | ------------------------------------ | ------------------------------------ | ------------------------------------ | ------------------------------------ | ------------------------------------ | ------------------------------------ | ------------------------------------ | ------------------------------------ | ------------------------------------ | ---------------- | ---------------- | ------------------- | ------------------- |
| 1993  | Larrousse F1 | Lamborghini | Philippe Alliot | NU                                   | 7                                    | NU                                   | 5                                    | NU                                   | 12                                   | NU                                   | 9                                    | 11                                   | 12                                   | 8                                    | 12                                   | 9                                    | 10                                   | -                                    | -                                    | 2                | 17               | 3                   | 10                  |
| 1993  | Larrousse F1 | Lamborghini | Toshio Suzuki   | -                                    | -                                    | -                                    | -                                    | -                                    | -                                    | -                                    | -                                    | -                                    | -                                    | -                                    | -                                    | -                                    | -                                    | 12                                   | 14                                   | 0                | 31               | 3                   | 10                  |
| 1993  | Larrousse F1 | Lamborghini | Érik Comas      | NU                                   | 10                                   | 9                                    | NU                                   | 9                                    | NU                                   | 8                                    | 16                                   | NU                                   | NU                                   | NU                                   | NU                                   | 6                                    | 11                                   | NU                                   | 12                                   | 1                | 21               | 3                   | 10                  |